# Maylandia estherae
Maylandia estherae è un pesce d'acqua dolce appartenente alla famiglia Cichlidae, sottofamiglia Pseudocrenilabrinae.

## Etimologia
Il nome scientifico del genere è derivato dal nome di Esther Grant di Salima, Malawi, determinante per la catalogazione e la cattura di pesci ornamentali nelle acque dolci del Mozambico, dove abita aree rocciose.

## Distribuzione e habitat
Questa specie è endemica del lago Malawi, sponda in Mozambico.

## Descrizione

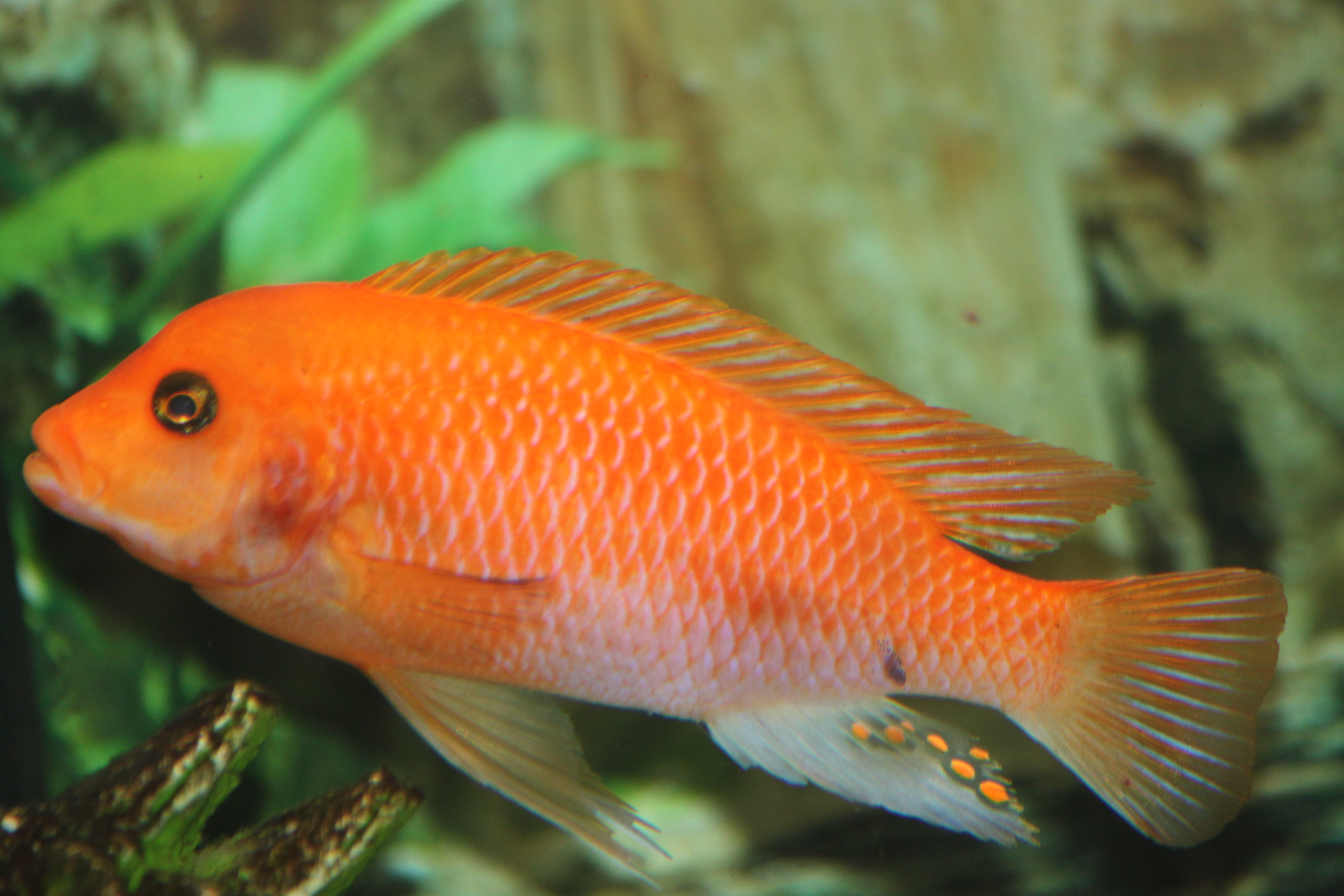
Maschio rosso, varietà "Red Zebra"

M. estherae presenta un corpo allungato, compresso ai fianchi, dall'aspetto robusto, con testa arrotondata, grosse labbra e profilo dorsale e ventrale poco arcuati. La pinna caudale è a delta. La pinna dorsale è bassa e allungata, più alta verso la parte terminale, con vertice arrotondato. Le pinne ventrali sono lunghe e appuntite, la pinna anale è alta, con vertice arrotondato. 

La livrea presenta un grande dimorfismo sessuale: il maschio ha colore di fondo blu-azzurro con 7 linee blu scuro/nero che dalla testa e dal dorso scendono verticalmente sui fianchi. Le pinne sono azzurre, orlate di giallino. Le femmine invece hanno colore pressoché uniforme, variabile da individuo a individuo, da giallo limone all'arancio scuro. 

La lunghezza massima è di 8 cm per i maschi e 6,5 cm per le femmine. 

### Varietà
La selezione in acquario ha creato una varietà dove anche il maschio presenta la medesima colorazione femminile, con colori più vivi, variabili dal giallo limone al rosso arancio. Il maschio si distingue dalla femmina per le dimensioni maggiori e per la presenza di macchie ovariche sulla pinna anale. Questa varietà è conosciuta come "Red Zebra", mentre la varietà originaria come "Blue Zebra".

## Riproduzione
Come molte specie di ciclidi del Malawi sono incubatori orali: uno o entrambi i genitori covano le uova in bocca, spesso continuando a proteggere gli avannotti all'interno della loro bocca per un determinato periodo di tempo dopo la schiusa.

## Alimentazione
Questi pesci si nutrono prevalentemente di alghe che ricoprono le rocce del loro ambiente naturale, ma non disdegnano lo zooplancton.

## Acquariofilia
Come molte altre specie di Maylandia è commercializzata come pesce d'acquario. Il suo successo presso gli appassionati di ciclidi mbuna si deve alla livrea attraente e al particolare comportamento riproduttivo e territoriale. Si consiglia di allevare un solo maschio per acquario, con un harem di femmine. Può convivere con altre specie mbuna. Come molti altri ciclidi tuttavia è da considerarsi per acquariofili esperti, allevabili soltanto tenendo conto delle sue particolari esigenze ambientali. 
| Origine            | Lago Malawi, Africa               | Acqua            | Acqua dolce               |
| Durezza dell'acqua | <7 °GH                            | pH               | da 7.6 a 8.6              |
| Temperatura        | da 23 a 28 °C                     | Volume min.      | 150 l                     |
| Alimentazione      | Onnivoro                          | Taglia da adulto | maschio 8; femmina 6,5 cm |
| Riproduzione       | Oviparità                         | Zone occupate    | Fondo/centro              |
| Socialità          | Gruppo di 1 maschio e più femmine | Difficoltà       | Mediamente difficile      |